# Austroheptura picta
Austroheptura picta is een steenvlieg uit de familie Austroperlidae. De wetenschappelijke naam van de soort is voor het eerst geldig gepubliceerd in 1973 door Riek.
De soort komt voor langs de oostkust van Australië.